# بيو يي-جين (ممثلة)
بيو يي جين (بالكورية: 표예진؛ من مواليد 3 فبراير 1992) هي ممثلة كورية جنوبية. اشتهرت بدورها في مسلسل التلفزيوني سائق سيارة أجرة (2021-23).

## فيلموغرافيا

### مسلسلات تلفزيونية
| عام       | عنوان                      | الدور                     | ملاحظه            | Ref.          |
| --------- | -------------------------- | ------------------------- | ----------------- | ------------- |
| 2012      | هنا يأتي السيد أوه         |                           |                   | [ 3 ]         |
| 2016      | عقد زواج                   | هيون أرا                  |                   | [ 4 ]         |
| 2016      | الأطباء                    | هيون سو جين               |                   | [ 5 ]         |
| 2016      | السادة من محل خياط ولغييسو | كيم جونغ                  |                   |               |
| 2017      | الكفاح من أجل طريقي        | جانغ يي جين               |                   | [ 6 ]         |
| 2017      | بينما كنت نائما            | تشا يو جونغ               |                   | [ 7 ]         |
| 2017      | عودة الحب                  | جيل إيونجو                |                   |               |
| 2018      | ما خطب السكرتيرة كيم؟      | كيم جي إيه                |                   | [ 8 ]         |
| 2019      | فندق ديل لونا              | ممثلة                     | دورالكاميو (ح. 6) | [ 9 ]         |
| 2019      | كبار الشخصيات              | اون يور-ري / ها يو ري     |                   | [ 10 ]        |
| 2021–2023 | سائق سيارة أجرة            | أهن غو إيون               | الموسم 1 - 2      |               |
| 2023      | شبابنا المزهر              | جانغ جا رام               |                   | [ 11 ]        |
| 2023      | عائد                       | _                         | دور الكاميو ح6    | [ 12 ] [ 13 ] |
| 2023      | قمر في النهار              | كانغ يونغ هوا / هان ري تا |                   | [ 14 ]        |

### مسلسلات ويب
| عام  | عنوان                  | الدور       | ملاحظة                   | Ref.          |
| ---- | ---------------------- | ----------- | ------------------------ | ------------- |
| 2015 | فارس الأحلام           |             | ظهور خاص (الحلقة 5 و 12) | [ 15 ]        |
| 2016 | اثنان يوزا             | المراة 2    |                          | [بحاجة لمصدر] |
| 2016 | 72 ثانية 2             | فتاة        | ظهور خاص (الحلقة 7)      | [ 16 ]        |
| 2016 | 72 ثانية 3             | نادلة       | ظهور خاص (الحلقة 7)      | [ 17 ]        |
| 2021 | الحب في المدينة        | يون سيون-ها | ظهور خاص (الحلقة 11-12)  | [ 18 ]        |
| 2024 | حلمت بقصة خيالية غريبة | شين جاي-ريم |                          | [ 19 ]        |

## ديسكغرفي

### اغاني مسلسلات
| عنوان         | عام  | مخطط              | الالبوم         |
| عنوان         | عام  | مخطط سيركل الرقمي | الالبوم         |
| ------------- | ---- | ----------------- | --------------- |
| "أمشي" (산책) | 2021 | —                 | سائق سيارة أجرة |

## جوائز و ترشيحات
| حفل توزيع الجوائز            | عام  | الفئة                                                    | المرشح / العمل                 | نتيجة | مراجع         |
| ---------------------------- | ---- | -------------------------------------------------------- | ------------------------------ | ----- | ------------- |
| جوائز موديل آسيا             | 2017 | افضل ممثلة جديدة                                         | بيو يي جين                     | فوز   | [ 21 ]        |
| جوائز العلامة التجارية للعام | 2021 | النجم الصاعد                                             | بيو يي جين                     | رُشِّح   |               |
| جوائز دراما كي بي إس         | 2017 | افضل ممثلة جديد                                          | الكفاح من أجل طريقي وعودة الحب | رُشِّح   | [ 22 ]        |
| جوائز الدراما الكورية        | 2018 | جائزة الشخصية الشائعة - أنثى                             | ما خطب السكرتيرة كيم           | فوز   | [ 23 ]        |
| جوائز كوريا للترفيه الثقافي  | 2016 | افضل ممثلة جديدة                                         | السادة من محل خياط ولغييسو     | فوز   | [ 21 ]        |
| جوائز دراما إس بي إس         | 2019 | جائزة افضل شخصية (ممثلة)                                 | كبار الشخصيات                  | فوز   | [ 24 ]        |
| جوائز دراما إس بي إس         | 2021 | جائزة التميز لممثلة في نوع مسلسل قصير / الدراما الخيالية | سائق سيارة أجرة                | رُشِّح   | [ 25 ]        |
| جوائز سيول الدولية للدراما   | 2021 | افضل OST                                                 | "أمشي" (산책)                  | رُشِّح   | [ 26 ] [ 27 ] |

## روابط خارجية
- بيو يي-جين على موقع IMDb (الإنجليزية)
- بيو يي-جين على موقع ألو سيني (الفرنسية)
- بيو يي-جين على موقع قاعدة بيانات الفيلم (الإنجليزية)
- بيو يي-جين على موقع ليتربوكسد (الإنجليزية)
- بيو يي-جين على موقع كينوبويسك (الروسية)
- بيو يي-جين في هانسينما